# Pernå
Pour les articles homonymes, voir Perna.
Pernå (Pernaja en finnois) est une ancienne municipalité du sud de la Finlande, au nord du Golfe de Finlande.
En 2010, elle a été absorbée par Loviisa.

## Géographie
C'est avec sa voisine Liljendal une des plus orientales à compter une majorité suédophone en Finlande.
Le centre administratif se situe au fond d'une baie profonde, un peu à l'écart de la route nationale 7 (E18), entre les villes de Loviisa (12 km) et Porvoo (31 km). La commune compte en tout 61 villages.
La paroisse a vu naître le théologien Mikael Agricola, traducteur de la bible en finnois, en 1509. Étant le premier à transcrire le finnois en utilisant l'alphabet suédois, il est considéré aujourd'hui comme le père de la langue finnoise écrite.
Les municipalités voisines sont Porvoo à l'ouest, Myrskylä et Liljendal au nord, Lapinjärvi au nord-est, Loviisa et Ruotsinpyhtää à l'est.